# 尼基·柏恩
尼古拉斯·伯纳德·詹姆斯·亚当·伯恩（英語：Nicholas Bernard James Adam Byrne，1978年10月9日—），普遍被稱為尼基·柏恩（英語：Nicky Byrne），出生在都柏林，是著名的愛爾蘭以Pop為主的樂隊西城男孩中最年長的成員。

## 足球生涯
在成為斯萊戈的樂隊IOU的成員前，柏恩是一名足球員，效力過在都柏林以北的農場家園和聖基列米提斯男孩（St. Clemintines Boys F.C.）兩個球隊。1995年，柏恩以門將身份加盟列斯聯，成為職業足球員，並且是1997年球會贏得足總青年杯冠軍的大軍成員之一。
柏恩在列斯聯效力了兩年後，在1997年6月因合約結束而離開。其後，柏恩在史卡保羅夫的預備賽賽事中上陣及前往劍橋聯試訓，最終重返都柏林加盟舒爾本。此後，柏恩先後在愛爾蘭足球聯賽的科布漫步者和聖法蘭西斯FC效力過。
2009年5月14日，柏恩在希斯堡慘劇20週年紀念賽利物浦傳奇11人隊對全明星11人隊中，擔任前者的後備球員。比賽的所有收益給予瑪莉娜·杜格利殊（Marina Dalglish）。

## 音樂生涯
1997年，柏恩參加了一個新愛爾蘭男子音樂組合的選拔，在這他遇上了男孩特區的經理人路易·華許，並希望他加入西城男孩。後來柏恩與奇恩·伊根、馬克·費海利、尚恩·菲南和布萊恩·麥克法登組成了西城男孩。
1999年11月，西城男孩首張同名專輯發行。西城男孩專輯賣出了4000萬張。
伯恩還連同其他樂隊的成員共同創作了一些歌曲，其中包括：
- Nothing Is Impossible
- Don't Let Me Go
- When You Come Around
- Imaginary Diva
- Reason For Living
- Crying Girl
- You Don't Know
- Never Knew I Was Losing You
- Where We Belong
- Singing Forever
- I Won't Let You Down
- You See Friends (I See Lovers)
- I'm Missing Loving You

## 家庭
2003年8月5日，柏恩於愛爾蘭威克洛郡的註冊處迎娶童年時的心上人、前愛爾蘭總理伯蒂·埃亨的女兒佐金娜·埃亨（Georgina Ahern）。民間的慶祝儀式在8月9日星期六展開，於羅馬天主教的法國厄尔-卢瓦省加拉尔东的聖伯多祿和聖保祿教堂行禮，並於附近的16世紀古堡埃斯克利蒙城堡（Château d'Esclimont）舉行酒會。
2007年4月20日，柏恩妻子早預產期六週誕下雙胞胎，並替兩名兒子取名羅科·伯蒂·柏恩（Rocco Bertie Byrne）和傑·尼基·柏恩（Jay Nicky Byrne）。羅科和傑是在2007年7月5日在都柏林的馬拉海德的聖西爾維斯特教堂領洗時命名的。
傑的教父母是柏恩的姊姊吉莉安·柏恩（Gillian Byrne）和她的丈夫馬克·加歷查。羅科的教父母則是佐金娜·埃亨的姊姊西西利亞.埃亨和柏恩的兄弟阿當·柏恩（Adam Byrne）。

## 外部連結
- Official Website官方網頁